# 160th Special Operations Aviation Regiment (Airborne)
160th Special Operations Aviation Regiment (Airborne) är ett elitförband inom USA:s armé, baserat vid Fort Campbell, som förser U.S. Army Rangers, U.S. Army Special Forces och andra specialförband inom U.S. Special Operations Command (SOCOM) med helikoptertransporter.